# Osvaldo Codaro
Osvaldo Horacio Codaro Peirano (Avellaneda, 9 dicembre 1930 – Rio de Janeiro, 6 giugno 2017) è stato un pallanuotista, allenatore di pallanuoto e arbitro di pallanuoto argentino, soprannominato in Argentina Pacha.

## Biografia
Nato ad Avellaneda, in Argentina, ha perso il padre quando aveva sei anni e la madre quando ne aveva sedici. Per questo motivo passava le sue giornate nella piscina dell'Atlético Independiente, che riteneva una seconda casa. Successivamente si è sposato ed ha avuto cinque figli.

## Carriera
Osvaldo Codaro è stato uno dei migliori giocatori argentini di pallanuoto degli anni cinquanta e sessanta. Nato nel 1930, iniziò la sua carriera di pallanuoto nel 1942, esordendo nell'Independent Athletic Club per passare poi al Communications Club e al Boca Juniors.
Ha vinto la medaglia d'oro ai Giochi panamericani nel 1951 e nel 1955. Fece parte della Nazionale argentina di pallanuoto alle Olimpiadi nel 1948, 1952 e 1960. Nell'edizione di Roma 1960, l'Argentina arrivò nona e Codaro fu riconosciuto come il miglior giocatore del Sud America e come uno dei migliori al mondo, apprezzato per la sua capacità fisica e per la sua comprensione del gioco.

## Palmarès

### Nazionale
- Oro ai Giochi panamericani

1951, 1955
- Oro ai Giochi panamericani

1959
- Oro ai Giochi panamericani

1963